# 稲越功一
稲越 功一（いなこし こういち、1941年1月3日 - 2009年2月25日）は、日本の写真家。本名:稲越幸一。
写真のみならず自ら文章も書くという、ライター＆カメラマンとして知られた。また、風景写真と人物撮影を得意とし、特に数多くの有名人の写真集の撮影に携わったことでも有名であった。

## 経歴・人物
1941年1月3日、岐阜県高山市に生まれる。
1965年、モス・アドバタイジング株式会社にグラフィックデザイナーとして入社。
1970年、有限会社イエローを設立し、フリーランスの写真家として活動を開始。
1980年、講談社出版文化賞を受賞。
2009年2月25日、肺がんの為に逝去。68歳没。

## 写真集
- 『Maybe,maybe』（求龍堂） 1971
- 『Meet again』（写真評論社） 1973
- 『日々のかなたに』（凡々社） 1977
- 『矢沢永吉写真集』（小学館） 1979
- 『風の炎 稲越功一印度朱光』（キヤノンクラブ・キヤノン販売） 1980
- 『直子 受胎告知 大谷直子写真集』（集英社） 1981
- 『男の肖像』（集英社） 1981
- 『若い五月のスターたち』（朝日新聞社） 1982
- 『藤谷美和子写真集』（小学館） 1982
- 『稲越功一・香る女たち』（日本芸術出版社、写ガール文庫） 1982
- 『心の扉 堀ちえみ写真集』（ワニブックス） 1983
- 『浅野ゆう子』（平凡出版） 1983
- 『The Star in the limelight』（誠文堂新光社） 1983
- 『波の絵、波の話』（村上春樹文、文藝春秋） 1984
- 『女の肖像 現代日本の女流100人』（文藝春秋） 1984
- 『紺野美沙子 うさぎ恋し』（小学館） 1984
- 『パリ流れる時 沢口靖子写真集』（講談社・スコラ） 1986
- 『記憶都市』（川本三郎文、白水社） 1987
- 『稲越功一写真集“イリーニ"』（流行通信） 1987
- 『Paris 1989』（マガジンハウス） 1989
- 『Flowers』（誠文堂新光社） 1989
- 『Last summer』（トレヴィル） 1989
- 『メタモルフォセズ 日野啓三エッセイ』（トレヴィル） 1990
- 『朱色の島バリ 安西水丸』（扶桑社） 1990、のち文庫
- 『私の東京物語』（講談社） 1992
- 『黒川雅之×稲越功一』（TOTO出版） 1992
- 『たかが、僕。 野田秀樹 1984-1992』（扶桑社） 1992
- 『中村吉右衛門』（用美社） 1992
- 『北川原温×稲越功一』（TOTO出版） 1993
- 『市川猿之助』（講談社） 1993
- 『町の誘惑 安西水丸』（宝島社） 1994
- 『毬谷友子 一九九四』（宝島社） 1994
- 『花 伊集院静』（講談社） 1994
- 『使いみちのない風景』（村上春樹文、朝日出版社） 1994
- 『愛する人に… 松田聖子』（朝日出版社） 1995
- 『稲越功一写真集 ポートレイツ』（用美社） 1995
- 『Wadaiko Miyuki Ikeda+Koichi Inakoshi』（河出書房新社） 1995
- 『平成の女たち』（世界文化社） 1996
- 『恋愛ホテル 美しい恋愛論と一流ホテルガイド』（にじゅうに） 1997
- 『ビヨンド・ザ・ホライズン』（イデー出版部） 1998
- 『アジア視線』（毎日新聞社） 1999
- 『東儀秀樹写真集』（集英社） 2000
- 『Hana』（ARTBOXインターナショナル） 2001
- 『野に遊ぶ魯山人 四季のうつわ 梶川芳友』（平凡社） 2003
- 『市村正親』（朝日新聞社） 2003
- 『中村吉右衛門 播磨屋 一九九二～二〇〇四』（求龍堂） 2004
- 『百一人の肖像』（求龍堂） 2007
- 『まだ見ぬ中国』（日本放送出版協会） 2008